# Lijst van Boekaresters
Dit is een lijst van bekende Boekaresters. Een aantal bekende mensen die in Boekarest wonen, gewoond hebben of er geboren zijn.

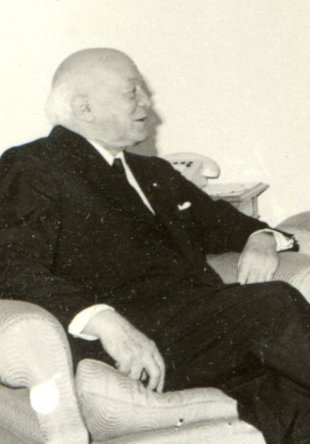
UItvinder Henri Coandă (1886-1972)

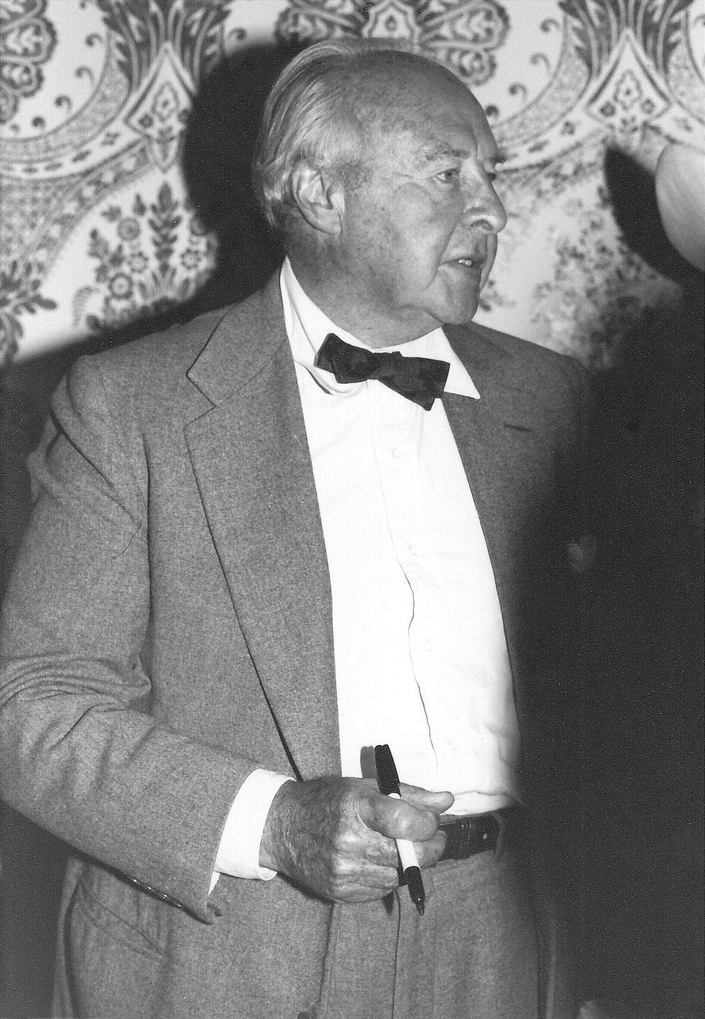
Acteur en producent John Houseman (1902-1988)

Schilder en architect Marcel Janco (1895-1984)

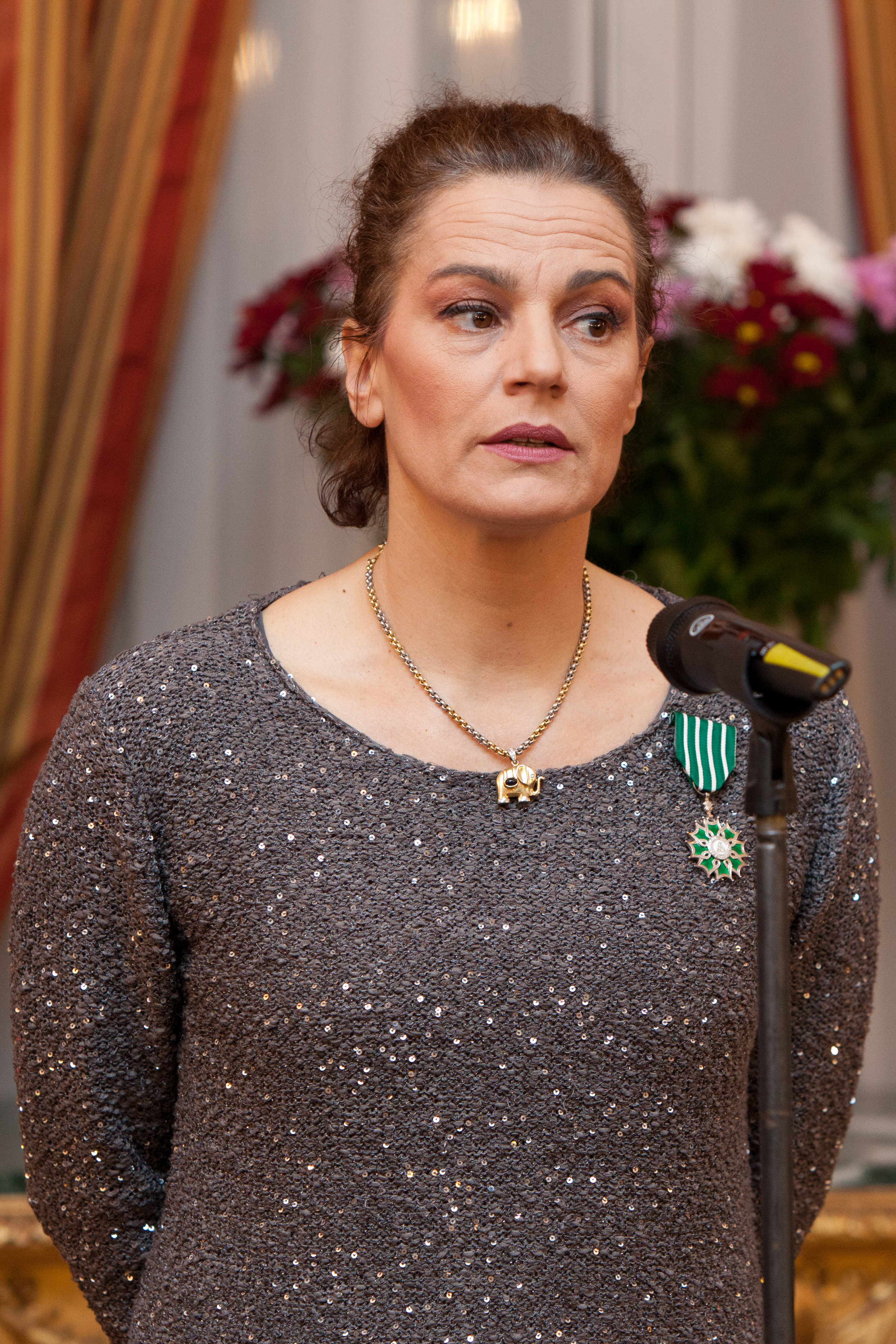
Actrice Maia Morgenstern (1962)

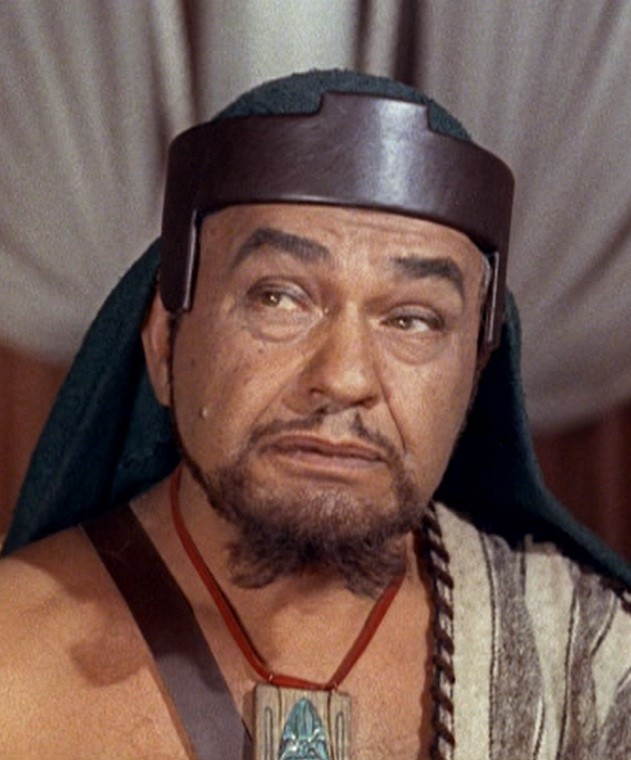
Acteur Edward G. Robinson (1893-1973)

## A
- Adolf Albin (1848-1920), schaker
- Mircea Albulescu (1934), acteur, professor
- Ion Andreescu (1850-1882), impressionistisch kunstschilder
- Tudor Arghezi (1880-1967), dichter en schrijver
- Vera Atkins (1908-2000), geheim agent
- Colette Avital (1940), diplomaat, politicus
- Marius Avram (1979), voetbalscheidsrechter

## B
- Otilia Bădescu (1970), tafeltennisspeelster
- Cezar Bădiță (1979), zwemster
- Nicolae Bălcescu (1819-1852), historicus en schrijver
- Annie Bentoiu (1927-2015), Roemeens-Zwitserse schrijfster, dichteres en vertaalster
- Marthe Bibesco (1886-1973), Frans schrijfster van Roemeense afkomst
- Marcel Bîrsan (1982), voetbalscheidsrechter
- Cezar Bolliac (1813-1881), radicaal politiek figuur, amateurarcheoloog en dichter
- Silviu Brucan (1916-2006), politicus

## C
- Nicolae Cajal (1919-2004), arts, academicus, politicus, filantroop
- George Călinescu (1899-1965), criticus, schrijver, historicus, academicus
- Christian Calson (1975), regisseur
- Catherine Caradja (1893-1993), aristocraat, filantropist
- Costache Caragiale (1815-1877), acteur
- Mateiu Caragiale (1885-1936), schrijver, schilder
- Nae Caranfil (1960), scenarioschrijver, acteur, regisseur
- Mircea Cărtărescu (1956), dichtter, schrijver
- Barbu Catargiu (1807-1862), journalist en politicus
- Andrei Chivulete (1986), voetbalscheidsrechter
- Sorana Cîrstea (1990), tennisspeelster
- Henri Coandă (1886-1972), uitvinder
- Alina Cojocaru (1981), balletdanseres
- Valentin Cojocaru (1995), voetballer
- Dragoș Coman (1980), zwemmer
- Lena Constante (1909-2005), schrijfster en kunstenares
- Corina Crețu (1967), politica en voormalig journaliste
- Sergiu Cunescu (1923-2005), politicus

## D
- Dora d'Istria (1828-1888), schrijfster
- Radu Drăgușin (2002), voetballer
- Ion Duca (1879-1933), politicus
- Alina Dumitru (1982), judoka

## E
- Mircea Eliade (1907-1986), Amerikaans godsdiensthistoricus en schrijver van Roemeense afkomst

## F
- Nicolae Filimon (1819-1865), schrijver

## G
- Grigore Gafencu (1892-1957), journalist, diplomaat, politicus
- Moses Gaster (1856-1939), theoloog, taalkundige, literatuurcriticus
- Mircea Geoană (1958), politicus
- Ion Ghica (1817-1897), cademist, auteur, diplomaat, wiskundige, politicus en pedagoog
- Lucien Goldmann (1913-1970), Frans filosoof en socioloog
- Alexandru G. Golescu (1819-1881), publicist en politicus

## H
- Jany Holt (1909-2005), Frans actrice
- John Houseman (1902-1988), Amerikaans acteur en filmproducent

## I
- Gabriel Iancu (1994), voetballer
- Iosif Iser (1881-1958), kunstschilder

## J
- Marcel Janco (1895-1984), Israëlisch schilder en architect (dadaïsme)

## K
- Marin Karmitz (1938), Frans zakenman
- Serge Klarsfeld (1935), Frans jurist en nazi-jager
- Alex Kozinski (1950), Amerikaans rechter

## L
- Alexandra Maria Lara (1978), Duits actrice
- Dinu Lipatti (1917-1950), pianist en componist
- Monica Lovinescu (1923-2008), schrijfster, vertaalster, journaliste
- Ernst Lörtscher (1913-1993), Zwitsers voetballer
- Gherasim Luca (1913-1994), dichter

## M
- Roxana Maracineanu (1975), zwemster
- Nausicaa Marbe (1963), Roemeens-Nederlands journaliste, columniste en schrijfster
- Ciprian Marica (1985), voetballer
- Gheorghe Marinescu (1863-1938), neuroloog
- Sorin Matei (1963), hoogspringer
- Ion Maurer (1902-2000), communistisch politicus
- Leonard Miron (1969), journalist en radio- en televisiepresentator
- Maia Morgenstern (1962), actrice

## N
- Adrian Năstase (1950), politicus
- Ilie Năstase (1946), tennisspeler
- Henri Negrescu (1868-1920), hoteleigenaar

## P
- Ion Mihai Pacepa (1928-2021), generaal
- Sașa Pană (1902-1981), schrijver
- Antigona Papazicopol (1915-1997), marionettenspeler
- Marcel Pauker (1896-1938), communist
- Nicolae Paulescu (1896-1931), ontdekker van insuline
- Mihaela Peneș (1947-2024), olympisch kampioene speerwerpen 1964
- Camil Petrescu (1894-1957), acteur, schrijver, filosoof
- Andrei Pleșu (1948), filosoof, kunsthistoricus, politicus
- Elvire Popesco (1894-1993), Franse actrice
- David Popovici (2004), zwemmer
- Julius Popper (1857-1893), ingenieur, avonturier, ontdekker, ondernemer en militair
- Cristi Puiu (1967), filmregisseur, draaiboekschrijver

## R
- Nicolae Rădescu (1874-1953), generaal en politicus
- Michael Radulescu (1943-2023), Roemeens-Duits organist, componist en muziekpedagoog
- Edward G. Robinson (1893-1973), Amerikaans acteur
- Olivier Rochon (1989), Canadees freestyleskiër
- Angelica Rozeanu (1921-2006), Roemeens-Israëlisch tafeltennisspeelster
- Ionuț Radu (1997), voetballer

## S
- Răzvan Sabău (1977), tennisspeler
- Constantin Sănătescu (1885-1947), generaal en politicus
- Bogdan Stelea (1967), voetbaldoelman
- Hedda Sterne (1910-2011), Amerikaans kunstschilder
- Frederic Storck (1872-1942), beeldhouwer

## T
- Maria Tănase (1913-1963), zangeres
- Ciprian Tătărușanu (1986), voetbaldoelman
- George Topîrceanu (1886-1937), dichter

## U
- Ana Ularu (1985), actrice en model

## V
- Elena Văcărescu (1864-1947), schrijfster
- Corneliu Vadim Tudor (1949-2015), politicus
- Mihail Viziru (1944), componist en arrangeur

## W
- Richard Wurmbrand (1909-2001), predikant, schrijver en leraar

## Z
- Luminita Zaituc (1968), Duitse langafstandsloopster